# Cercle Brugge Koninklijke Sportvereniging 2012-2013
Questa voce raccoglie le informazioni riguardanti il Cercle Brugge Koninklijke Sportvereniging nelle competizioni ufficiali della stagione 2012-2013.

## Stagione
Il Cercle Bruges chiuse la stagione al 20º posto, dovendo così affrontare lo spareggio salvezza. In gara 4, riuscì ad avere la meglio sul Beerschot e poté così confrontarsi con le squadre piazzate dal secondo al quarto posto della Tweede klasse. Il Cercle Bruges riuscì ad avere la meglio anche su queste squadre ed evitò così la retrocessione. L'avventura nella Coppa del Belgio 2012-2013 terminò con la sconfitta in finale contro il Genk.
Sulla panchina della squadra si alternarono tre allenatori: inizialmente toccò a Bob Peeters, esonerato il 27 ottobre 2012. Al suo posto fu scelto Foeke Booy, anch'egli però esonerato il 2 aprile 2013. Come successore, fu ingaggiato Lorenzo Staelens, che guidò la squadra alla salvezza.

## Maglie e sponsor
Lo sponsor tecnico per la stagione 2012-2013 fu Masita, mentre lo sponsor ufficiale fu ADMB. La divisa casalinga era composta da una maglietta verde e nera, con pantaloncini e calzettoni neri. Quella da trasferta era invece costituita da una maglietta bianca e verde, con pantaloncini e calzettoni bianchi.
| Casa | Trasferta |

## Rosa
| N. |                        | Ruolo | Calciatore         |
| -- | ---------------------- | ----- | ------------------ |
| 2  | Belgio (bandiera)      | D     | Koenraad Hendrickx |
| 3  | Belgio (bandiera)      | D     | Anthony Portier    |
| 4  | Belgio (bandiera)      | D     | Bernt Evens        |
| 5  | Belgio (bandiera)      | C     | Gregory Mertens    |
| 6  | Islanda (bandiera)     | C     | Arnar Viðarsson    |
| 7  | Belgio (bandiera)      | C     | Tim Smolders       |
| 8  | Belgio (bandiera)      | C     | Hans Cornelis      |
| 9  | Belgio (bandiera)      | A     | Oleg Iachtchouk    |
| 10 | Nigeria (bandiera)     | C     | Michael Uchebo     |
| 11 | Norvegia (bandiera)    | A     | Mushaga Bakenga    |
| 11 | Belgio (bandiera)      | A     | Igor Vetokele      |
| 12 | Belgio (bandiera)      | D     | Frederik Boi       |
| 14 | Portogallo (bandiera)  | C     | Rudy               |
| 15 | Uruguay (bandiera)     | A     | Joaquín Boghossian |
| 16 | Paesi Bassi (bandiera) | P     | Mitchell Braafhart |
| 17 | Belgio (bandiera)      | C     | Kevin Janssens     |

| N. |                        | Ruolo | Calciatore          |
| -- | ---------------------- | ----- | ------------------- |
| 19 | Ghana (bandiera)       | D     | Francis Dickoh      |
| 20 | Belgio (bandiera)      | D     | Thomas Goddeeris    |
| 21 | Portogallo (bandiera)  | C     | William             |
| 22 | Paesi Bassi (bandiera) | A     | Joey Godée          |
| 22 | Islanda (bandiera)     | A     | Eiður Guðjohnsen    |
| 23 | Belgio (bandiera)      | C     | Lukas van Eenoo     |
| 25 | Belgio (bandiera)      | P     | Bram Verbist        |
| 26 | Belgio (bandiera)      | D     | Stef Wils           |
| 27 | Belgio (bandiera)      | C     | Brecht van der Beke |
| 28 | Belgio (bandiera)      | C     | Karel van Roose     |
| 30 | Belgio (bandiera)      | A     | Kristof D'Haene     |
| 34 | Belgio (bandiera)      | A     | Arne Naudts         |
| 37 | Belgio (bandiera)      | A     | Niels Mestdagh      |
| 39 | Belgio (bandiera)      | P     | Jo Coppens          |
| 40 | Belgio (bandiera)      | C     | Stephen Buyl        |

## Calciomercato

### Sessione estiva(dal 01/07 al 31/08)
| Acquisti | Acquisti           | Acquisti    | Acquisti   |
| R.       | Nome               | da          | Modalità   |
| -------- | ------------------ | ----------- | ---------- |
| D        | Koenraad Hendrickx | Gent        | prestito   |
| D        | Stef Wils          | Westerlo    | prestito   |
| C        | Tim Smolders       |             | svincolato |
| C        | Michael Uchebo     |             | svincolato |
| A        | Mushaga Bakenga    | Club Bruges | prestito   |
| A        | Eiður Guðjohnsen   |             | svincolato |

| Cessioni | Cessioni             | Cessioni           | Cessioni      |
| R.       | Nome                 | a                  | Modalità      |
| -------- | -------------------- | ------------------ | ------------- |
| P        | Mulopo Kudimbana     |                    | svincolato    |
| D        | Jonas Buyse          | Standaard Wetteren | prestito      |
| D        | Nuno Reis            | Sporting Lisbona   | fine prestito |
| D        | Tony Sergeant        |                    | ritiro        |
| C        | Kevin Packet         | Standaard Wetteren | prestito      |
| A        | Luciano Dompig       |                    | svincolato    |
| A        | Honour Gombami       |                    | svincolato    |
| A        | Andrea Mbuyi-Mutombo |                    | svincolato    |
| A        | Igor Vetokele        | Copenaghen         | definitivo    |
| A        | Wang Yang            |                    | svincolato    |

### Sessione invernale(dal 01/01 al 31/01)
| Acquisti | Acquisti           | Acquisti   | Acquisti   |
| R.       | Nome               | da         | Modalità   |
| -------- | ------------------ | ---------- | ---------- |
| D        | Frederik Boi       | OH Lovanio | definitivo |
| D        | Francis Dickoh     |            | svincolato |
| A        | Joaquín Boghossian | Salisburgo | prestito   |
| A        | Joey Godée         |            | svincolato |

| Cessioni | Cessioni         | Cessioni    | Cessioni   |
| R.       | Nome             | a           | Modalità   |
| -------- | ---------------- | ----------- | ---------- |
| A        | Eiður Guðjohnsen | Club Bruges | definitivo |
| A        | Arne Naudts      | Oudenaarde  | prestito   |
| A        | Oleg Iachtchouk  | Westerlo    | definitivo |

## Risultati

### Division I

#### Girone di andata
| Arbitro: | Geldhof |

|                             |           |                                |
| Benteke 19’, 25’ Vossen 57’ | Marcatori | 14’, 54’ Van Eeno 32’ Vetokele |

| Arbitro: | Vertenten |

|             |           |                     |
| Portier 21’ | Marcatori | 57’ Nfor 68’ Matton |

| Arbitro: | Wouters |

|  |           |                      |
|  | Marcatori | 5’, 24’, 75’ Mbokani |

| Arbitro: | Efong Nzolo (Bitam) |

|                                            |           |                          |
| Ngolok 38’ Savaneh 64’ (rig.) Geraerts 82’ | Marcatori | 27’ (rig.) Âŝuk 61’ Rudy |

| Arbitro: | Loeman |

|  |           |                             |
|  | Marcatori | 56’, 88’ Bourabia 81’ Menga |

| Arbitro: | Vervecken |

|                         |           |  |
| Badash 70’ Ladrière 88’ | Marcatori |  |

| Arbitro: | Vanbecelaere |

|  |           |              |
|  | Marcatori | 52’ Persoons |

| Arbitro: | Boucaut |

|                                  |           |  |
| Lestienne 2’, 47’, 61’ Bacca 36’ | Marcatori |  |

| Arbitro: | Verbist |

|          |           |  |
| Rudy 90’ | Marcatori |  |

| Arbitro: | Delacour |

|                              |           |                       |
| Berrier 58’, 85’ Habibou 65’ | Marcatori | 71’ (rig.) Guðjohnsen |

| Arbitro: | Smet |

|                |           |                       |
| Guðjohnsen 67’ | Marcatori | 52’ Iddi 76’ Pedersen |

| Arbitro: | Verbist |

|                          |           |                |
| Ezekiel 30’ González 56’ | Marcatori | 46’ Guðjohnsen |

| Arbitro: | Geldhof |

|                                            |           |            |
| Bakenga 1’ Guðjohnsen 32’ (rig.) Evens 68’ | Marcatori | 3’ Mununga |

| Arbitro: | Dierick |

|                                          |           |                 |
| Perbet 20’ van Imschoot 56’ Lépicier 70’ | Marcatori | 7’, 64’ Bakenga |

| Arbitro: | Geldhof |

|                      |           |                       |
| Rudy 58’ Bakenga 71’ | Marcatori | 13’, 49’ (rig.) Mboyo |

#### Girone di ritorno
| Arbitro: | Efong Nzolo |

|                                     |           |                    |
| Evens 32’ Guðjohnsen 62’ Uchebo 78’ | Marcatori | 40’ (aut.) Portier |

| Arbitro: | Lardot |

|                              |           |             |
| Chavarría 7’, 87’ Mulemo 78’ | Marcatori | 33’ Bakenga |

| Arbitro: | Dierick |

|                              |           |             |
| Biglia 71’ (rig.) Vargas 89’ | Marcatori | 43’ Bakenga |

| Arbitro: | Alho Guerreiro |

|                       |           |                    |
| Guðjohnsen 45’ (rig.) | Marcatori | 43’ (rig.) Savaneh |

| Arbitro: | Colemonts |

|              |           |               |
| Bourabia 46’ | Marcatori | 89’ Van Eenoo |

| Arbitro: | Gumienny |

|                  |           |                         |
| Smolders 7’, 79’ | Marcatori | 85’ Doumbia 88’ Lepoint |

| Arbitro: | Vanbecelaere |

|                                   |           |  |
| Marić 8’ Harbaoui 80’ De Pauw 90’ | Marcatori |  |

| Arbitro: | Van De Velde |

|  |           |                                            |
|  | Marcatori | 36’ Duarte 90’ Guðjohnsen 90’ Odjidja-Ofoe |

| Arbitro: | Verbist |

|                 |           |            |
| Pollet 23’, 36’ | Marcatori | 5’ Mertens |

| Arbitro: | Pots |

|            |           |                        |
| Uchebo 33’ | Marcatori | 43’ Leye 90’ Delaplace |

| Arbitro: | Delferière |

|                         |           |  |
| De Witte 56’ Junker 80’ | Marcatori |  |

| Arbitro: | Efong Nzolo |

|  |           |             |
|  | Marcatori | 16’ Ezekiel |

| Arbitro: | Gözübüyük |

|                         |           |  |
| Soumahoro 58’ Mboyo 90’ | Marcatori |  |

| Arbitro: | Gumienny |

|                |           |                                       |
| Boghossian 81’ | Marcatori | 58’ (aut.) Mertens 62’ Jarju 80’ Nong |

| Arbitro: | Boucaut |

|                                 |           |          |
| Bodor 51’ Dayan 68’ (rig.), 87’ | Marcatori | 62’ Buyl |

### Spareggio salvezza
| Arbitro: | Delferière |

|           |           |  |
| Raman 58’ | Marcatori |  |

| Arbitro: | Van De Velde |

|             |           |  |
| William 68’ | Marcatori |  |

| Arbitro: | Gumienny |

|              |           |                    |
| Lépicier 38’ | Marcatori | 4’ Mertens 54’ Boi |

| Arbitro: | Wouters |

|                         |           |           |
| William 67’ Bakenga 83’ | Marcatori | 89’ Raman |

### Play-off promozione

#### Girone di andata
| Arbitro: | Loeman |

|  |           |                               |
|  | Marcatori | 16’, 21’ Smolders 74’ Bakenga |

| Arbitro: | Efong Nzolo |

|                       |           |  |
| Schuermans 71’ (aut.) | Marcatori |  |

| Arbitro: | Efong Nzolo |

|                                  |           |  |
| Mertens 2’, 40’, 84’ Bakenga 67’ | Marcatori |  |

#### Girone di ritorno
| Arbitro: | Lardot |

|           |           |                                                       |
| Yagan 37’ | Marcatori | 7’ (aut.) Jonckheere 19’ Smolders 40’ Boi 76’ Bakenga |

| Arbitro: | Wouters |

|                     |           |                    |
| Smolders 48’ (rig.) | Marcatori | 24’ Badri 90’ Ruiz |

| Arbitro: | Laforge |

|                                                                      |           |  |
| Wilmet 43’ Van Belle 51’ Deelkens 60’ (rig.), 67’ (rig.) Laureys 80’ | Marcatori |  |

### Coppa del Belgio
| Arbitro: | Lambrechts |

|              |           |                                           |
| Tilburgs 14’ | Marcatori | 12’ Uchebo 26’ (aut.) van Gansen 83’ Rudy |

| Arbitro: | Delferière |

|  |           |               |
|  | Marcatori | 7’ Guðjohnsen |

| Arbitro: | Delferière |

|                                |           |                 |
| Bakenga 24’ Mertens 79’ (rig.) | Marcatori | 89’ De Schutter |

| Arbitro: | Efong Nzolo |

|               |           |                           |
| Schmisser 72’ | Marcatori | 50’ Van Eenoo 90’ Mertens |

| Arbitro: | Wouters |

|              |           |                         |
| Chavarría 4’ | Marcatori | 26’ D'Haene 62’ Bakenga |

| Arbitro: | Gumienny |

|                  |           |                       |
| Uchebo 73’, 120’ | Marcatori | 29’ Pavlović 52’ Nfor |

| Arbitro: | Verbist |

|  |           |                         |
|  | Marcatori | 85’ Kumordzi 89’ Vossen |

## Statistiche

### Statistiche di squadra
| Competizione        | Punti | In casa | In casa | In casa | In casa | In casa | In casa | In trasferta | In trasferta | In trasferta | In trasferta | In trasferta | In trasferta | Totale | Totale | Totale | Totale | Totale | Totale | DR  |
| Competizione        | Punti | G       | V       | N       | P       | Gf      | Gs      | G            | V            | N            | P            | Gf           | Gs           | G      | V      | N      | P      | Gf     | Gs     | DR  |
| ------------------- | ----- | ------- | ------- | ------- | ------- | ------- | ------- | ------------ | ------------ | ------------ | ------------ | ------------ | ------------ | ------ | ------ | ------ | ------ | ------ | ------ | --- |
| Division I          | 14    | 15      | 3       | 3       | 9       | 16      | 27      | 15           | 0            | 2            | 13           | 14           | 38           | 30     | 3      | 5      | 22     | 30     | 65     | -35 |
| Coppa del Belgio    | -     | 3       | 1       | 1       | 1       | 4       | 5       | 4            | 4            | 0            | 0            | 8            | 3            | 7      | 5      | 1      | 1      | 12     | 8      | +4  |
| Spareggio salvezza  | 9     | 2       | 2       | 0       | 0       | 3       | 1       | 2            | 1            | 0            | 1            | 2            | 2            | 4      | 3      | 0      | 1      | 5      | 3      | +2  |
| Play-off promozione | 12    | 3       | 2       | 0       | 1       | 6       | 2       | 3            | 2            | 0            | 1            | 7            | 6            | 6      | 4      | 0      | 2      | 13     | 8      | +5  |
| Totale              | -     | 23      | 8       | 4       | 11      | 29      | 35      | 24           | 7            | 2            | 15           | 29           | 49           | 47     | 15     | 6      | 26     | 60     | 84     | -24 |

### Statistiche dei giocatori
| M. Bakenga      | 27 | 7 | 2 | 0 | 6 | 2 | 0 | 0 | ? | ? | ? | ? | 5 | 3 | 1 | 0 | 38+ | 12+ | 3+  | 0+ |
| J. Boghossian   | 6  | 1 | 1 | 0 | 2 | 0 | 1 | 0 | ? | ? | ? | ? | 1 | 0 | 0 | 0 | 9+  | 1+  | 2+  | 0+ |
| F. Boi          | 12 | 1 | 3 | 0 | 4 | 0 | 1 | 0 | ? | ? | ? | ? | 5 | 1 | 1 | 0 | 21+ | 2+  | 5+  | 0+ |
| M. Braafhart    | 0  | 0 | 0 | 0 | 0 | 0 | 0 | 0 | ? | ? | ? | ? | 1 | 0 | 0 | 0 | 1+  | 0+  | 0+  | 0+ |
| S. Buyl         | 4  | 1 | 0 | 0 | 1 | 0 | 0 | 0 | ? | ? | ? | ? | 1 | 0 | 0 | 0 | 6+  | 1+  | 0+  | 0+ |
| J. Coppens      | 10 | 0 | 0 | 0 | 3 | 0 | 0 | 0 | ? | ? | ? | ? | 0 | 0 | 0 | 0 | 13+ | 0+  | 0+  | 0+ |
| H. Cornelis     | 25 | 0 | 4 | 0 | 4 | 0 | 2 | 0 | ? | ? | ? | ? | 5 | 0 | 1 | 0 | 34+ | 0+  | 7+  | 0+ |
| K. D'Haene      | 28 | 0 | 3 | 0 | 6 | 1 | 0 | 0 | ? | ? | ? | ? | 4 | 0 | 1 | 0 | 38+ | 1+  | 4+  | 0+ |
| F. Dickoh       | 7  | 0 | 1 | 0 | 3 | 0 | 0 | 0 | ? | ? | ? | ? | 1 | 0 | 0 | 0 | 11+ | 0+  | 1+  | 0+ |
| B. Evens        | 32 | 2 | 8 | 0 | 5 | 0 | 2 | 0 | ? | ? | ? | ? | 1 | 0 | 0 | 0 | 38+ | 2+  | 10+ | 0+ |
| T. Goddeeris    | 0  | 0 | 0 | 0 | 0 | 0 | 0 | 0 | ? | ? | ? | ? | 0 | 0 | 0 | 0 | 0+  | 0+  | 0+  | 0+ |
| J. Godée        | 8  | 0 | 2 | 0 | 2 | 0 | 1 | 0 | ? | ? | ? | ? | 3 | 0 | 0 | 0 | 13+ | 0+  | 3+  | 0+ |
| E. Guðjohnsen   | 13 | 6 | 1 | 1 | 1 | 1 | 0 | 0 | ? | ? | ? | ? | 0 | 0 | 0 | 0 | 14+ | 7+  | 1+  | 1+ |
| K. Hendrickx    | 0  | 0 | 0 | 0 | 0 | 0 | 0 | 0 | ? | ? | ? | ? | 1 | 0 | 0 | 0 | 1+  | 0+  | 0+  | 0+ |
| O. Iachtchouk   | 12 | 1 | 2 | 0 | 1 | 0 | 0 | 0 | ? | ? | ? | ? | 0 | 0 | 0 | 0 | 13+ | 1+  | 2+  | 0+ |
| K. Janssens     | 8  | 0 | 0 | 1 | 2 | 0 | 0 | 0 | ? | ? | ? | ? | 1 | 0 | 0 | 0 | 11+ | 0+  | 0+  | 1+ |
| G. Mertens      | 15 | 2 | 2 | 1 | 5 | 2 | 1 | 0 | ? | ? | ? | ? | 5 | 3 | 0 | 0 | 25+ | 7+  | 3+  | 1+ |
| N. Mestdagh     | 3  | 0 | 1 | 1 | 1 | 0 | 0 | 0 | ? | ? | ? | ? | 1 | 0 | 0 | 0 | 5+  | 0+  | 1+  | 1+ |
| A. Naudts       | 3  | 0 | 0 | 0 | 1 | 0 | 0 | 0 | ? | ? | ? | ? | 0 | 0 | 0 | 0 | 4+  | 0+  | 0+  | 0+ |
| A. Portier      | 13 | 1 | 2 | 0 | 2 | 0 | 0 | 0 | ? | ? | ? | ? | 1 | 0 | 0 | 0 | 16+ | 1+  | 2+  | 0+ |
| Rudy            | 28 | 3 | 0 | 0 | 4 | 1 | 1 | 0 | ? | ? | ? | ? | 4 | 0 | 0 | 0 | 36+ | 4+  | 1+  | 0+ |
| T. Smolders     | 24 | 2 | 0 | 0 | 4 | 0 | 0 | 0 | ? | ? | ? | ? | 5 | 4 | 0 | 0 | 33+ | 6+  | 0+  | 0+ |
| M. Uchebo       | 32 | 2 | 0 | 0 | 7 | 3 | 0 | 0 | ? | ? | ? | ? | 5 | 0 | 0 | 0 | 44+ | 5+  | 0+  | 0+ |
| B. van der Beke | 0  | 0 | 0 | 0 | 0 | 0 | 0 | 0 | ? | ? | ? | ? | 1 | 0 | 0 | 0 | 1+  | 0+  | 0+  | 0+ |
| L. van Eenoo    | 30 | 3 | 5 | 0 | 6 | 1 | 2 | 0 | ? | ? | ? | ? | 5 | 0 | 0 | 0 | 41+ | 4+  | 7+  | 0+ |
| K. van Roose    | 15 | 0 | 2 | 0 | 3 | 0 | 0 | 0 | ? | ? | ? | ? | 3 | 0 | 1 | 0 | 21+ | 0+  | 3+  | 0+ |
| B. Verbist      | 25 | 0 | 0 | 1 | 4 | 0 | 0 | 0 | ? | ? | ? | ? | 5 | 0 | 0 | 0 | 34+ | 0+  | 0+  | 1+ |
| I. Vetokele     | 4  | 1 | 0 | 0 | 0 | 0 | 0 | 0 | ? | ? | ? | ? | 0 | 0 | 0 | 0 | 4+  | 1+  | 0+  | 0+ |
| A. Viðarsson    | 32 | 0 | 6 | 0 | 7 | 0 | 2 | 0 | ? | ? | ? | ? | 5 | 0 | 0 | 0 | 44+ | 0+  | 8+  | 0+ |
| William         | 23 | 2 | 1 | 0 | 4 | 0 | 0 | 0 | ? | ? | ? | ? | 5 | 0 | 0 | 0 | 32+ | 2+  | 1+  | 0+ |
| S. Wils         | 23 | 0 | 2 | 0 | 5 | 0 | 1 | 0 | ? | ? | ? | ? | 5 | 0 | 0 | 0 | 33+ | 0+  | 3+  | 0+ |